# P/2023 M4 (ATLAS)
Pour les articles homonymes, voir Comète ATLAS et Atlas.
P/2023 M4 (ATLAS), de désignation temporaire A10VJYv, est une comète périodique de la famille de Jupiter découverte sur des images prises le 21 juin par un des télescopes du réseau Asteroid Terrestrial-impact Last Alert System situé Sutherland, en Afrique du Sud. Elle est plus particulièrement sur une orbite en fer à cheval par rapport à Jupiter.

## Histoire observationnelle
La comète P/2023 M4 a été découverte le 21 juin 2023 grâce à des images prises par un télescope Schmidt de 0,5 mètre, situé en Afrique du Sud et faisant partie du réseau ATLAS. Cependant, la toute première image de cette comète date du 17 mars 2021, mais passant alors inaperçue. Avant la découverte officielle, elle avait déjà été observée à quatre reprises par l'un des télescopes du Catalina Sky Survey. Des images du télescope Pan-STARRS1, datées du 18 juin, révélaient une comète sans queue visible, mais dotée d'un noyau très condensé de 1,3" et affichant une magnitude apparente de 17,1.
Le 22 juin, des observations réalisées avec un télescope de 43 cm ont montré une coma ronde, fortement condensée, de 15" de diamètre et une magnitude de 16,9, mais toujours aucune trace de queue. En remontant dans les archives, des images, prises entre mars et juin 2021 par l'instrument DECam du télescope Víctor M. Blanco, ont montré que la comète avait une large queue de 6",  alors qu'elle avait une magnitude de 21,7.